# P. Caland (Schiff)
Die P. Caland war ein 1874 in Dienst gestelltes Passagierschiff der niederländischen Reederei Holland-America Line, das als Transatlantikliner auf dem Nordatlantik eingesetzt wurde und Passagiere, Fracht und Post von Rotterdam nach New York beförderte. Das Schiff, eines der ersten der Reederei, wurde 1897 verkauft und 1910 in Marseille verschrottet.

## Das Schiff
Das 2.540 BRT große Dampfschiff P. Caland wurde auf Werft Robert Napier & Sons in Govan bei Glasgow gebaut und lief am 2. Mai 1874 auf dem Clyde vom Stapel. Die P. Caland und ihr Schwesterschiff, die ebenfalls bei Robert Napier & Sons gebaute W. A. Scholten (2.529 BRT), wurden für die niederländische Schifffahrtsgesellschaft Nederlandsch-Amerikaansche Stoomvaart Maatschappij N.V. (NASM), besser bekannt als Holland-America Line (HAL), gebaut. Diese Reederei hatte ihren Sitz in Rotterdam, was auch der Heimathafen des Schiffs war.
Die P. Caland und die im Februar 1874 vom Stapel gelaufene W. A. Scholten wurden am 18. April 1873 bei Robert Napier & Sons bestellt. Sie waren nach den ersten beiden Schiffen der Holland-America Line, der Rotterdam (I) (1.705 BRT) und der Maasdam (I) (1.705 BRT) (beide 1873), die ersten Neuanschaffungen. Die P. Caland wurde nach dem niederländischen Ingenieur Pieter Caland benannt, während die W. A. Scholten ihren Namen in Anlehnung an den niederländischen Industriellen Willem Albert Scholten erhielt.
Der Dampfer war 112,16 Meter lang, 11,58 Meter breit und hatte einen maximalen Tiefgang von 8,68 Metern. Er war mit einem einzelnen Schiffsschornstein, einem Einzelpropeller und drei Masten mit der Takelage eines Schoners ausgestattet. Der aus Eisen geschmiedete Schiffsrumpf endete in einem Klipperheck und war in sieben wasserdichte Abteilungen aufgeteilt, von denen jede mit zwei Pumpen ausgerüstet war. Die zweizylindrige Verbunddampfmaschine konnte 1.800 PS leisten und ermöglichte eine Reisegeschwindigkeit von elf Knoten.
Die Passagierunterkünfte waren für 24 Reisende der Ersten, 18 der Zweiten und 500 der Dritten Klasse ausgelegt. Die Besatzung bestand aus 67 Personen. In den Kohlenbunkern konnten bis zu 557 Tonnen Kohle untergebracht werden. Der tägliche Bedarf lag bei 34 Tonnen.

## Dienstzeit
Am 11. Juli 1874 legte die P. Caland in Rotterdam zu ihrer Jungfernfahrt nach New York via Plymouth ab. 1884 überquerte Robert Bosch als Passagier auf dem Segeldampfer den Atlantik für einen einjährigen Aufenthalt in Amerika. Die Fahrt dauerte für ihn 13 Tage. Ab dem 14. Juli 1888 war Amsterdam der Ausgangspunkt ihrer Atlantiküberquerungen. Ab dem 14. Mai 1890 befuhr sie die Route Rotterdam–Boulogne–New York.
Am 15. April 1891 kollidierte die P. Caland im Ärmelkanal etwa zehn Seemeilen westlich der Varne-Sandbank mit dem britischen Frachtdampfer Glamorgan (2.066 BRT) der Glamorgan Steamship Company, welcher sich auf dem Weg von Antwerpen nach Cardiff befand und als Folge des Zusammenstoßes unterging. Kurz danach, am 15. Juli 1891, war die P. Caland zurück auf der Route von Amsterdam nach New York. Im April 1897 absolvierte sie ihre letzte Fahrt für die Holland-America Line.
Im gleichen Jahr, am 23. Juli 1897, ging das Schiff an die österreichische Cosulich Line, für die sie unter dem Namen Ressel im Dienst war. Nur zwei Jahre später erfolgte der Verkauf an französische Eigner und damit die Umbenennung in Carmaine. Im März 1910 wurde das 36 Jahre alte Schiff schließlich in Marseille verschrottet.